# Tococa
Tococa é um género botânico pertencente à família Melastomataceae.
Planta comum de campos umidos vegetação característica do Cerrado brasileiro, tem altura variando de 1,30m a 80 cm, comum na cidade de Chapada dos Guimarães, é caracteristica de solos Glei úmido à Glei, solos arenosos com matéria orgânica de cor cinza escuro, foi encontrada nas encontas do Córrego de Samambaia  foi verificado num estudo de parcelas permanentes, da UFMT, mestranda em Recursos Hidricos, Angela Dabela Lanoa. A Tococa serve de abrigo para as formigas, no entretanto ela e uma planta mimercrófita, que significa "planta e formiga" em grego. Com as formigas, você sabe fom que a planta ganha com isso? Pro-te -ção! Quando um animal ataca, ele pode sair ferido, mais, se não desistir pode sair até morto.
1. ↑  «Tococa — World Flora Online». www.worldfloraonline.org. Consultado em 19 de agosto de 2020
2. ↑  LANOA, Angela Dabela. Plantas Indicadoras do rebaixamento do Nível Freático, nas Veredas no Cerrado de Mato Grosso. Dissertação, Universidade Federal de Mato Grosso, Programa de Pós Graduação em Recursos Hídricos, 2012, 150p